# Костанайский социально-технический университет имени З. Алдамжара
Костанайский социально-технический университет имени З. Алдамжара — негосударственное высшее учебное заведение в Костанае.

## История
Университет был основан как Костанайская социальная академия в 1998 году. Обучение началось в 1999 году.
В 2004 году академия преобразована в университет. Университет носит имя своего учредителя —Алдамжар Зулкарнай Алдамжарулы.

## Факультеты
- Педагогический факультет
- Технический факультет
- Факультет экономики, права и управления[3]

## Международное сотрудничество
- Казахский национальный университет им. Аль-Фараби,
- Евразийский национальный университет им. Л.Гумилёва,
- Казахский национальный технический университет им. К.Сатпаева,
- Казахский экономический университет им. Т.Рыскулова,
- Казахская академия транспорта и телекоммуникаций,
- Уральский государственный технический университет — УПИ (г. Екатеринбург),
- Уральская государственная юридическая академия (г. Екатеринбург),
- Московский государственный институт электронной техники (г. Москва),
- Гамбургский университет (ФРГ, г. Гамбург).